# BeNeLux Big Five Division 1999
La BeNeLux Big Five Division 1999 è stato  un campionato di football americano. Era prevista la partecipazione di una squadra della NAFF, che però non ha giocato.

## Squadre partecipanti
| Club              | Città       | Stadio | Sponsor ufficiale | Risultato nella stagione 1998 |
| ----------------- | ----------- | ------ | ----------------- | ----------------------------- |
| Brussels Angels   | Bruxelles   |        |                   |                               |
| Rotterdam Trojans | Rotterdam   |        |                   |                               |
| Team Luxembourg   | Lussemburgo |        |                   |                               |
| Team NAFF         | Amsterdam   |        |                   |                               |
| Tournai Cardinals | Tournai     |        |                   |                               |

## Stagione regolare

### Calendario

#### 1ª giornata
| Tournai 28 febbraio 1999, ore 14:00 | Tournai Cardinals | 46 – 0 | Team Luxembourg |  |

| Rotterdam 28 febbraio 1999, ore 14:00 | Rotterdam Trojans | 30 – 0 | Brussels Angels |  |

#### 2ª giornata
| Rotterdam 7 marzo 1999, ore 14:00 | Rotterdam Trojans | - – - (annullata) | Tournai Cardinals |  |

| Lussemburgo 7 marzo 1999, ore 14:00 | Team Luxembourg | - – - (annullata) | Team NAFF |  |

#### 3ª giornata
| Lussemburgo 14 marzo 1999, ore 14:00 | Team Luxembourg | 6 – 14 | Rotterdam Trojans |  |

| 14 marzo 1999, ore 14:00 | Team NAFF | - – - (annullata) | Brussels Angels |  |

#### 4ª giornata
| 21 marzo 1999, ore 14:00 | Team NAFF | - – - (annullata) | Rotterdam Trojans |  |

| Tournai 21 marzo 1999, ore 14:00 | Tournai Cardinals | 14 – 0 | Brussels Angels |  |

#### 5ª giornata
| Bruxelles 27 marzo 1999, ore 19:00 | Brussels Angels | 52 – 0 | Team Luxembourg |  |

#### 6ª giornata
| Bruxelles 11 aprile 1999, ore 14:00 | Brussels Angels | 8 – 34 | Tournai Cardinals |  |

#### 7ª giornata
| Tournai 18 aprile 1999, ore 14:00 | Tournai Cardinals | 22 – 14 | Rotterdam Trojans |  |

| Lussemburgo 18 aprile 1999, ore 14:00 | Team Luxembourg | 0 – 30 | Brussels Angels |  |

#### 8ª giornata
| 25 aprile 1999, ore 14:00 | Team NAFF | 50 – 0 | Team Luxembourg |  |

| Tournai 25 aprile 1999, ore 14:00 | Tournai Cardinals | 18 – 6 | Rotterdam Trojans |  |

#### 9ª giornata
| Rotterdam 2 maggio 1999, ore 15:00 | Rotterdam Trojans | - – - (annullata) | Team NAFF |  |

| Lussemburgo 2 maggio 1999, ore 14:00 | Team Luxembourg | 0 – 18 | Tournai Cardinals |  |

#### 10ª giornata
| Bruxelles 9 maggio 1999, ore 14:00 | Brussels Angels | - – - (annullata) | Team NAFF |  |

| Rotterdam 9 maggio 1999, ore 15:00 | Rotterdam Trojans | 50 – 0 (a tavolino) | Team Luxembourg |  |

#### 11ª giornata
| Bruxelles 16 maggio 1999, ore 14:00 | Brussels Angels | 18 – 14 | Rotterdam Trojans |  |

| 16 maggio 1999, ore 14:00 | Team NAFF | - – - (annullata) | Tournai Cardinals |  |

#### 12ª giornata
| 23 maggio 1999 | Rotterdam Trojans | 32 – 14 | Brussels Angels |  |

### Classifica
La classifica della regular season è la seguente:
- PCT = percentuale di vittorie, G = partite giocate, V = partite vinte,  P = partite perse, PF = punti fatti, PS = punti subiti

| Pos. | Squadra           | PCT   | G | V | N | P | PF  | PS  |
| ---- | ----------------- | ----- | - | - | - | - | --- | --- |
| 1    | Tournai Cardinals | 1.000 | 6 | 6 | 0 | 0 | 170 | 28  |
| 2    | Rotterdam Trojans | .500  | 7 | 4 | 0 | 3 | 160 | 78  |
| 3    | Brussels Angels   | .500  | 6 | 3 | 0 | 3 | 90  | 78  |
| 4    | Team Luxembourg   | .000  | 6 | 0 | 0 | 0 | 6   | 160 |
| -    | Team NAFF         | -     | - | - | - | - | -   | -   |

## Playoff

### Tabellone
|  | Semifinali | Semifinali        | Semifinali |                   |   | Benelux Bowl      | Benelux Bowl | Benelux Bowl |  |
|  |            |                   |            |                   |   |                   |              |              |  |
|  | 2          | Rotterdam Trojans | 32         |                   |   |                   |              |              |  |
|  | 2          | Rotterdam Trojans | 32         |                   |   |                   |              |              |  |
|  | 3          | Brussels Angels   | 14         |                   |   |                   |              |              |  |
|  | 3          | Brussels Angels   | 14         |                   | 1 | Tournai Cardinals | p            |              |  |
|  |            |                   |            |                   | 1 | Tournai Cardinals | p            |              |  |
|  |            |                   | 2          | Rotterdam Trojans | v |                   |              |              |  |
|  |            |                   | 2          | Rotterdam Trojans | v |                   |              |              |  |
|  |            |                   |            |                   |   |                   |              |              |  |
|  |            |                   |            |                   |   |                   |              |              |  |

### Semifinale
| 23 maggio 1999 | Rotterdam Trojans | 32 – 14 | Brussels Angels |  |

### Benelux Bowl
| Bruxelles 5 giugno 1999, ore 18:00 | Tournai Cardinals | p – v | Rotterdam Trojans | Piccolo Heysel |

## Verdetti
- Rotterdam Trojans Campioni del Benelux 1999